# Organisation zum Studium der armenischen Architektur
Die Organisation zum Studium der armenischen Architektur (Research on Armenian Architecture; RAA) ist eine gemeinnützige öffentliche Organisation und wurde 1982 in Aachen (Deutschland) von Armen Hakhnazarian gegründet. Im Jahr 1996 folgte die Gründung der US-Niederlassung in Kalifornien und 1998 des armenischen Zweigs, der zunächst als gemeinnützige öffentliche Organisation registriert und 2010 zu einer Stiftung erhoben wurde.

## Untersuchungen
Die Organisation studiert und dokumentiert die armenische Architektur sowie die Denkmäler im historischen Armenien. Als Ergebnis dieser Studien verfügt sie über ein reichhaltiges Archiv von über 650.000 digitalisierten Bildern, Kurzfilmen, Grundrisse und verschiedenen Dokumenten. Die Organisation ist ferner an der Restauration und Erhaltung des kulturellen Erbes in Armenien und in der Provinz Arzach beteiligt. Die armenische Niederlassung unter der Leitung von Samvel Karapetyan führt Forschungsaktivitäten durch, dank deren Ergebnisse Bücher, Broschüren, die Zeitschrift „Vardzk“ und Dokumentarfilme erstellt werden.